# Syzygium humblotii
Syzygium humblotii là một loài thực vật có hoa trong Họ Đào kim nương. Loài này được Labat & Schatz mô tả khoa học đầu tiên năm 2002.